# جوليا كامبل
جوليا كامبل (بالإنجليزية: Julia Campbell)‏ (و. 1962 – م) هي ممثلة، وممثلة تلفزيونية، من الولايات المتحدة الأمريكية، ولدت في هنتسفيل، ألاباما.

## وصلات خارجية
- جوليا كامبل على موقع IMDb (الإنجليزية)
- جوليا كامبل على موقع ألو سيني (الفرنسية)
- جوليا كامبل على موقع أول موفي (الإنجليزية)
- جوليا كامبل على موقع قاعدة بيانات الأفلام السويدية (السويدية)
- جوليا كامبل على موقع إن إن دي بي (الإنجليزية)
- جوليا كامبل على موقع قاعدة بيانات الفيلم (الإنجليزية)
- جوليا كامبل على موقع كينوبويسك (الروسية)